# Rio (Gemeindebezirk)
Rio (griechisch Ρίο (n. sg.)) ist seit 2011 ein Gemeindebezirk der Gemeinde Patras in der Region Westgriechenland. Er ging aus der gleichnamigen Gemeinde hervor und ist nach der gleichnamigen Stadt benannt.

## Lage
Der Gemeindebezirk Rio nimmt im Norden der Peloponnes eine Fläche von 97,082 km² ein und reicht vom Golf von Korinth fast 12 km ins Hinterland. Er ist zwischen den Gemeindebezirk Patras im Westen sowie dem Gemeindebezirk Erineos der Gemeinde Egialia im Osten gelegen. 

## Verwaltungsgliederung
Anlässlich der Gebietsreform 1997 wurde die Landgemeinde Rio zusammen mit elf weiteren Landgemeinden zur damaligen Gemeinde Rio zusammengelegt, mit der Stadt Rio als deren Verwaltungssitz. Diese Gemeinde wurde anlässlich der Verwaltungsreform 2010 in die Gemeinde Patras als einer der fünf Gemeindebezirken eingemeindet. Der Gemeindebezirk Rio ist in die beiden Stadtbezirke Rio und Agios Vasilios sowie zwölf Ortsgemeinschaften untergliedert, die den ehemaligen Landgemeinden entsprechen.
| Dimotiki Kinotita | griechischer Name                             | Code     | Fläche (km²) | Einwohner 2001 | Einwohner 2011 | Einwohner 2021 | Dörfer und Siedlungen           |
| ----------------- | --------------------------------------------- | -------- | ------------ | -------------- | -------------- | -------------- | ------------------------------- |
| Rio               | Δημοτική Κοινότητα Ρίου                       | 37010501 | 03,414       | 5.231          | 5.252          | 5.430          | Rio                             |
| Agios Vasilios    | Δημοτική Κοινότητα Αγίου Βασιλείου            | 37010502 | 02,434       | 2.045          | 2.662          | 2.889          | Agios Vasilios                  |
| Akteo             | Δημοτική Κοινότητα Ακταίου                    | 37010503 | 01,915       | 0917           | 1494           | 1451           | Akteo                           |
| Ano Kastritsi     | Δημοτική Κοινότητα Άνω Καστριτσίου            | 37010504 | 19,805       | 0931           | 0832           | 0745           | Ano Kastritsi                   |
| Arachovitika      | Δημοτική Κοινότητα Αραχοβιτίκων               | 37010505 | 01,197       | 0743           | 0902           | 0746           | Arachovitika, Kato Arachovitika |
| Argyra            | Δημοτική Κοινότητα Αργυράς                    | 37010506 | 15,904       | 0370           | 0288           | 0210           | Argyra                          |
| Drepano           | Δημοτική Κοινότητα Δρεπάνου                   | 37010507 | 05,458       | 0557           | 0541           | 0451           | Drepano                         |
| Kato Kastritsi    | Δημοτική Κοινότητα Κοινότητα Κάτω Καστριτσίου | 37010508 | 07,116       | 0712           | 1046           | 0798           | Kato Kastritsi, Magoula         |
| Pititsa           | Δημοτική Κοινότητα Πιτίτσης                   | 37010509 | 22,639       | 0082           | 0026           | 0020           | Pititsa                         |
| Platani           | Δημοτική Κοινότητα Πλατανίου                  | 37010510 | 05,783       | 0460           | 0481           | 0459           | Platani                         |
| Sella             | Δημοτική Κοινότητα Σελλών                     | 37010511 | 07,44        | 0388           | 0302           | 0268           | Sella                           |
| Psathopyrgos      | Δημοτική Κοινότητα Ψαθοπύργου                 | 37010512 | 03,977       | 0834           | 0796           | 0752           | Psathopyrgos, Kato Rodini       |
| Gesamt            | Gesamt                                        | 370105   | 97,082       | 13.270         | 14.622         | 14.219         |                                 |